# Ćubasti gnjurac
Ćubasti gnjurac (лат. Podiceps cristatus) je vrsta ptice iz porodice gnjuraca (лат. Podicipedidae). On je najveći i najpoznatiji predstavnik grupe ptica vodarica.

## Opis
Ćubasti gnjurci su dugi između 46 i 51 centimetar, a raspon krila im je od 59 do 73 centimetra. Teški su od 800 do 1400 grama. Ptice su leti, u svom svadbenom ruhu, vrlo prepoznatljive: plivaju sredinom jezera i često nestaju sa površine uranjajući na nekoliko desetina sekundi. Pod vodom mogu da ostanu i čitav minut. Imaju dugi vrat, bele obraze, crne glave i na njima smeđecrvene i crne ćube. 
Ćubasti gnjurac je dobio ime po perju koje mu strši na vrhu glave. Prsti na nogama su obrubljeni kožnim naborima. Zatiljak i leđa su im smeđi. Pripadnici oba pola izgledaju isto. U opasnosti ćubu priljube uz glavu. Kad nisu u svadbenom ruhu, nemaju šarenu ćubu i nalikuju nekim plijenorima.
Oglašavaju se često i glasno, zvukom čija je onomatopeja „kek-kek-kek”. Nastanjuju vode u nizijama cijele Europe (osim sjeverne Skandinavije i Islanda). Istočna populacija su selice koje zimuju na obalama zapadne i južne Europe. U srednjoj Europi ćubasti gnjurci su uglavnom stanarice koje u razdoblju kad je jezero duže vrijeme zamrznuto, skitaju obalom.

## Ishrana
Ćubasti gnjurci hrane se pretežno ribama koje love roneći. Osim njih, love i male beskičmenjake, a jedu i sjemenke.

## Podizanje mladunaca
U vrijeme parenja ćubasti gnjurci se ponašaju vrlo upadljivo, što se ponekad naziva „ples pingvina”": par se prsa uz prsa uspravlja na vodi, trese glavama i udara nogama po vodi. 
Gnezdo grade na vodi od dijelova biljki koje plutaju, a skrivaju ga u biljkama koje rastu uz obalu. U njemu leže 27 do 29 dana na 3–4 jajeta. Pilići su potrkušci i odmah mogu samostalno plivati pa čak i roniti. U prvo vrijeme jedan od roditelja ih uglavnom nosi skrivene u perju na leđima. Imaju bijele pruge na glavi i leđima.

## Literatura
- Cramp, Stanley, ур. (1977). „Podiceps cristatus Great Crested Grebe”. Handbook of the Birds of Europe the Middle East and North Africa. The Birds of the Western Palearctic. I: Ostrich to Ducks. Oxford: Oxford University Press. стр. 78—89. ISBN 978-0-19-857358-6.

## Spoljašnje veze
- Ageing and sexing (PDF) by Javier Blasco-Zumeta & Gerd-Michael Heinze
- „Ćubasti gnjurac”. Internet Bird Collection.
- Great Crested Grebe Species text in The Atlas of Southern African Birds
- „Podiceps cristatus”. Avibase.
- BTO BirdFacts – Great-crested Grebe
- Podiceps cristatus на BirdLife.org (језик: енглески)
- Ćubasti gnjurac фото галерија на VIREO (Drexel University)
- Аудио запис на Xeno-canto.